# Mohammed Moustafa Mahmoud
Mohammed Moustafa Mahmoud (ar. محمد مصطفى محمود; ur. w 1956) – iracki zapaśnik walczący przeważnie w stylu klasycznym. Olimpijczyk z Moskwy 1980, gdzie zajął dwunaste miejsce w wadze lekkiej.
Czwarty na mistrzostwach arabskich w 1983 roku. Brązowy medalista wojskowych MŚ w 1979 roku.

## Letnie Igrzyska Olimpijskie 1980
| Konkurencja          | Rundy eliminacyjne          | Rundy eliminacyjne       | Klas. końcowa |
| Konkurencja          | Przeciwnik I                | Przeciwnik II            | Miejsce       |
| -------------------- | --------------------------- | ------------------------ | ------------- |
| 68 kg styl klasyczny | Bujandelgerijn Bold (MGL) P | Lars-Erik Skiöld (SWE) P | 12.           |